# Pelly Angelopoulou
Vous pouvez aider à l'améliorer ou bien discuter des problèmes sur sa page de discussion.
- Certaines informations devraient être mieux reliées aux sources mentionnées dans la bibliographie ou les liens externes. Améliorez sa vérifiabilité en les associant par des références. (Marqué depuis avril 2021)
- Il ne s’appuie pas, ou pas assez, sur des sources secondaires ou tertiaires. (Marqué depuis octobre 2020)
- Il est orphelin : moins de trois articles lui sont liés. Aidez à ajouter des liens en plaçant le code [[Pelly Angelopoulou]] dans les articles relatifs au sujet. (Marqué depuis octobre 2020)

- Archive Wikiwix
- Bing
- Cairn
- DuckDuckGo
- E. Universalis
- Gallica
- Google
- G. Books
- G. News
- G. Scholar
- Persée
- Qwant
- (zh) Baidu
- (ru) Yandex
- (wd) trouver des œuvres sur Wikidata

Pelly Angelopoulou est une artiste belgo-grecque née à Athènes. Elle a étudié la peinture, l'histoire de l'art et la mosaïque à l'École des beaux-arts d'Athènes. Peu de temps après la fin de ses études, elle rentre aux Beaux-Arts mais cette fois-ci, pour enseigner.

## Biographie
Au tout début de sa carrière, elle présente deux expositions personnelles à la galerie Zygos à Athènes, qui ont du succès. Son art suscite l'intérêt des collectionneurs et des musées, comme la pinacothèque nationale d'Athènes et le Musée Vorres qui ont ajouté ses œuvres à leurs collections.
L'étape suivante fut le début d'une carrière internationale. Elle propose une série d'expositions individuelles, organisées, dans des musées à Tokyo, Osaka et Utsunomiya, par le groupe principal d'édition Yomuri (éditeur d'un des journaux les plus populaires et les plus estimés du Japon, le Yomiuri shinbun) en collaboration avec le département japonais des affaires culturelles.
Elle décide de quitter la Grèce, ainsi que toute sorte de sécurité et de stabilité personnelle et professionnelle. Elle part vivre au Japon, mais se retrouve finalement à Bruxelles.
C'est par hasard, puis par choix, car elle aimait le caractère international de la ville qui lui donnait la chance d’être en contact avec des gens du monde entier. Basée à Bruxelles, elle a exercé des activités artistiques dans de nombreux pays comme des expositions individuelles ainsi que des commandes privées et publiques en Belgique, en Grèce, en Allemagne, en France, aux Pays-Bas, aux États-Unis et aux Émirats arabes unis.
En 2008, elle a une exposition individuelle au Musée Art et Histoire au Cinquantenaire à Bruxelles (qui est un des musées royaux d'Art et d'Histoire) dans la salle abritant les antiquités grecques. La même année, son œuvre Couronne a été installée au Vatican.
Pendant une période de 3 ans, elle a vécu entre Bruxelles et Moscou, à l'invitation du collectionneur russe Ismail Akhmetov. Elle souhaitait être informée en profondeur sur le riche patrimoine culturel russe en musique, théâtre, danse, arts visuels et rencontrer des artistes. Mais elle souhaitait également connaître les conditions de la vie réelle.
En Russie, elle a participé à des projets d'art et des expositions et en 2012, à la Biennale de Moscou avec Reliquarium, une installation média mixtes. Elle travaille sur des œuvres commandées et parallèlement elle explore de nouvelles formes d’expression qui l’aideraient à exprimer toutes ses questions sur ses préoccupations et ses visions sur des sujets concernant les identités sexuelles, les races, la politique, les arts, les classifications sociales, la rencontre et le métissage des cultures, des genres et des époques.
Elle a également mené des recherches minutieuses sur l'intégration sociale et culturelle des communautés.

## Musées et collections privées
Les œuvres de Pelagia Angelopoulou se trouvent dans des musées, dans des collections privées et publiques ainsi que dans des monuments historiques en Europe, aux États-Unis et au Japon.
L'œuvre de Pelagia Angelopoulou a fait l'objet de nombreux essais publiés dans des journaux et magazines en Europe, aux États-Unis, au Japon et aux Émirats arabes unis.
Le professeur Manos Stefanidis qualifie l'œuvre de Pelly Angelopoulou de la manière suivante :

« Le caractère unique de l'œuvre de Pelly Angelopoulou réside dans le fait qu'elle a réussi à s'éloigner des strictes limites du cadre ainsi que de la représentation stérile de la réalité. Elle crée des œuvres en relief et tridimensionnelles d'un genre de Pop art intemporel. Elle combine dans ses compositions, peinture, collage, sculpture et même architecture. Si l'abacule est le symbole de la structure minimale, le fondement sur lequel repose l'ensemble de notre monde, ainsi qu'une image, alors l'œuvre de Pelly Angelopoulou peut être considérée comme étant profondément géométrique et notionnelle au sens du structuralisme ou de l'art sémantique. Structurer l'art d'une manière conceptuelle. Et c'est là exactement que naît une pléthore d'expressions, telles que l'austérité de la structure, la somptuosité de l'image produite, la mise en valeur de la matière, des unités fragiles ou modestes et la splendeur du résultat final de sorte que histoire et tradition sont reproposées d'une manière aussi impressionnante qu'originale. Une de ses recherches récurrentes est la poursuite du spirituel à travers la corrélation de la matière et l'interprétation de l'histoire en termes contemporains. Voilà pourquoi son œuvre est capable d'émouvoir et de parler à l'homme du XXIe siècle. »

— Manos Stefanidis

## Publications
- The Greek Painting, 1966-1986 (La peinture grecque, 1966-1986), Musée National Grec des Beaux-Arts, 1986.
- The Modern Greek Mosaic (La mosaïque grecque moderne), monographie, Yomiuri shinbun, Tokyo, Japon, 1991.
- Allotrope Aesthetics (Esthétiques allotropes), monographie, Ministère Grec de la Culture, 2004.
- Mosaic and Architecture (Mosaïque et architecture), publié par la Fondation Achmetov, Moscou, 2011.
- Reliquarium, Musivum Gallery, Moscou, 2011.